# Petőmihályfa, Vas
Petőmihályfa  este un sat în districtul Vasvár, județul Vas, Ungaria, având o populație de 225 de locuitori (2011). 

## Demografie
Componența etnică a satului Petőmihályfa
     Maghiari (98,62%)
     Romi (1,38%)
Componența confesională a satului Petőmihályfa
     Romano-catolici (82,67%)
     Reformați (2,67%)
     Fără religie (2,67%)
     Necunoscută (12%)
Conform recensământului din 2011, satul Petőmihályfa avea 225 de locuitori. Din punct de vedere etnic, majoritatea locuitorilor (98,62%) erau maghiari, cu o minoritate de romi (1,38%).  Din punct de vedere confesional, majoritatea locuitorilor (82,67%) erau romano-catolici, existând și minorități de reformați (2,67%) și persoane fără religie (2,67%). Pentru 12,0% din locuitori nu este cunoscută apartenența confesională.